# Gaeul
金秋天（： Kim Ga Eul；2002年9月24日—），韓國女歌手，藝名Gaeul（韓語：가을），生於韓國仁川廣域市富平區，於2021年12月1日以STARSHIP娛樂旗下女子團體IVE出道。

## 演藝生涯
2017年，參加了仁川舞蹈比賽的預賽被選中在現場進行了試鏡就成為STARSHIP娛樂旗下練習生。
2021年11月3日，STARSHIP娛樂公佈Gaeul為IVE的成員。12月1日，以單曲ELEVEN正式出道。
2022年4月5日推出LOVE DIVE專輯中收錄Gaeul與成員Rei共同作詞之Royal一曲。

## 外部連結
- Gaeul的Instagram帳戶

 维基共享资源上的相關多媒體資源：Gaeul